# Flatanger
Flatanger é uma comuna da Noruega, com 457 km² de área e 1 221 habitantes (censo de 2004). 